# Manoos
Manoos, còn được gọi là Life's for Living, là bộ phim bom tấn xã hội của Ấn Độ bằng tiếng Marathi năm 1939 do V. Shantaram làm đạo diễn. Bộ phim sau đó được làm lại bằng tiếng Hindi với tên mới là Aadmi. Bộ phim dựa trên một câu chuyện ngắn gọi là "Thanh tra Cảnh sát". Câu chuyện được A. Bhaskarrao chuyển thể kịch bản và Anant Kanekar viết lời thoại. Quay phim là V. Avadhoot và âm nhạc được Master Krishna Rao sáng tác với lời của Kanekar. Các diễn viên bao gồm Shahu Modak, Shanta Hublikar, Sundara Bai, Ram Marathe, Narmada, Ganpatrao, Raja Paranjpe.
Manoos, được gọi là "phim tâm lý xã hội cải cách bom tấn", liên quan đến chủ đề tình yêu của một cảnh sát viên trung thực đối với một cô gái điếm và những nỗ lực của anh cảnh sát giúp cô gái hoàn lương, và sự từ chối của xã hội đối với cô gái.

## Phân vai
- Shahu Modak vai Ganpat
- Shanta Hublikar vai Maina
- Sundarabai vai mẹ của Ganpat
- Budasaheb
- Ram Marathe
- Gauri
- Manju
- Narmada Shankar
- Ganpatrao Tambat
- Raja Paranjpe
- Manajirao